# Phrixothrix alboterminatus
Phrixothrix alboterminatus är en skalbaggsart som beskrevs av Wittmer 1963. Phrixothrix alboterminatus ingår i släktet Phrixothrix och familjen Phengodidae. Inga underarter finns listade i Catalogue of Life.